# Rebeca León
Rebeca León (Miami, 1975) es CEO de Lionfish y manager de Anitta,Ozuna, Lunay y St. Pedro. Anteriormente, ha llevado a artistas internacionales como ROSALÍA, J Balvin o Juanes.
Comenzó trabajando como asistente de Sony Music Latin y fue creciendo hasta acabar creando su propia empresa en 2017, Lionfish Entertainment. Ha pasado por empresas como EMI o AEG (Anschutz Entertainment Group), además de haber estado involucrada en proyectos de artistas tan destacables como Calle 13, Enrique Iglesias, Ricky Martin, Black Eyed Peas, Katy Perry o The Rolling Stones.

## Biografía
Con ascendencia cubana, Rebeca León nació en Miami en 1975, lugar donde vivió la mayor parte de su infancia. Allí, se nutrió de numerosas referencias latinas. Estudió el Grado en Historia del Arte en la Florida State University. Tras terminar sus estudios, volvió a su ciudad natal y descubrió que la música latina estaba en auge. Comenzó a interesarse por la industria discográfica y en 1998 entró a trabajar como asistente en el Departamento de Ventas en Sony Music Latin. Allí, se ocupaba de la música alternativa (que en aquel entonces era el reggaeton y el rock). Algunos de los artistas que formaban parte de este departamento fueron: Ravanni, La Mosca o Yandel. Dentro de Sony, fue ascendiendo de cargo hasta llegar a los departamentos de Producción y Grabación.
De la mano de Jorge Pino, su anterior jefe en Sony, comenzó a trabajar en EMI, donde se ocupaba de nuevo del Departamento de Música Alternativa, un departamento que estaba creciendo mucho. Allí, tuvo su primera toma de contacto con el management con una artista de 16 años, JD Natasha. Finalmente, con 28 años, decidió tomar un camino independiente a la empresa para así poder dedicarse a tiempo completo a la carrera de la joven artista.
Estuvo trabajando de manera independiente mientras vivía en Miami con su marido, hasta que años más tarde, la empresa  AEG contactó con ella para ocuparse del booking de una sala de Los Ángeles. Aún sabiendo que no tenía conocimientos en este ámbito, AEG decidió contratarla porque disponía de un listado muy amplio de contactos en el sector y tenía una larga trayectoria en la industria. Durante esa época, trabajó en la producción de conciertos y festivales de artistas internacionales como The Black Eyed Peas, The Rolling Stones o Katy Perry.
Durante su estancia en Sony Music Latin, León conoció a Juanes, con quien mantiene una buena relación de amistad hasta el día de hoy. En 2017 juntos decidieron crear su propia empresa de management: Lionfish Entertainment.

## Proyectos
Actualmente Rebeca León se ocupa a tiempo completo de Lionfish Entertainment, llevando el management de artistas internacionales como Rosalía, Ozuna, Lunay y St. Pedro. 

### J Balvin
Rebeca León comienza su recorrido con J Balvin a través de Juanes, quien insistió en llevar su carrera.
León conoció a J Balvin en un afterparty de una gala de premios de música latina en 2013. En un principio nadie confiaba en el éxito de J Balvin, no creían que el reggaeton pudiera triunfar en Colombia, hasta que Lionfish firmó con él y demostraron lo contrario.

### Rosalía
De manera similar, el descubrimiento de la artista para León también fue de la mano de Juanes. El verano de 2018, ambos fueron a un concierto a Madrid donde vieron actuar a Rosalía en un local para cincuenta personas. Esa misma noche contactaron con ella para trabajar conjuntamente. Encontraron en ella un gran potencial con mucha proyección de poder, confianza y con mucho motor para trabajar. Su estilo musical, que llevaba el hip hop al flamenco, lo cambiaría todo.
Al principio, los inversores no entendían su estilo y no querían invertir, así que contactaron con la youtuber Vivian Louid para que las ayudara a financiar el comienzo de su carrera. Fue después cuando firmaron con Sony Music Latin. 
En los inicios, Rosalía tenía un equipo formado exclusivamente por mujeres, entre ellas: su madre, su hermana y Rebeca León. 

### Audiovisuales
Lionfish ha vendido una serie de televisión a Amazon sobre música latina que tiene lugar en Colombia con Ben Silbermann y Jay Weisleder con la productora americana Propegate Content. Rebeca y Juanes son los productores ejecutivos.
Tienen el objetivo de crear contenidos latinos en un mundo en el que no tienen un sito bien definido, permitiendo que la música viva y respire en otra dimensión. Es por esto que también están desarrollando un programa de talentos sobre reggaeton conjuntamente con Pharrel Williams y J Balvin, además de un proyecto cinematogràfico con el artista.
León está incluida en la producción de una serie de HBO que trata sobre una mujer manager en la música latina. No trata asuntos biográficos, pero su experiencia en el sector se utilizará para la trama de la serie.

## Premios y reconocimiento
Rebeca León ha ganado el premio como ejecutiva del año de Billboard’s 2020 Latin Power Players, el premio más importante de música latina, en lo que le fue homenajeada como “Women in music industry”. 
León ha luchado contra los prejuicios sociales de una sociedad dominada por hombres y, actualmente, es una de las managers más influyentes del momento que se ha convertido en el epítome del empoderamiento femenino de una industria mayoritariamente dominada por hombres. Es miembro de la junta She is The Music, donde tratan de ayudar a que haya más igualdad en la industria musical, dando apoyo a las mujeres para que tengan las mismas oportunidades.
Rebeca explica su experiencia como mujer en el sector y en la sociedad: «Mis padres me apoyaron siempre y me dijeron que podíamos hacer lo que quisiéramos, pero si mi papá se compraba un coche, se llevaba a mi hermano. Nunca a mí. Nunca me puso a hacer negocios. Y negociar es la herramienta más útil que puedes tener para cualquier cosa. Vas a tener que negociar toda tu vida, con tu marido y tus hijos, con tu jefe, con los artistas y con la casa de discos y hasta para comprar tu propio coche. Y (entonces) no tenía esa herramienta».